# Chamusca
Chamusca es una villa portuguesa perteneciente al distrito de Santarém, en Ribatejo, con cerca de 3 700 habitantes. Desde 2002 que está integrada en la região estatística (NUTS II) de Alentejo y en la subregião estatística (NUTS III) de Lezíria do Tejo; antes fue parte de la antigua región de Lisboa y Valle del Tajo, provincia de Ribatejo.

## Geografía
Posee 745,77 km² de área y 8530 habitantes (2021), subdividido en 5 freguesias. El municipio está limitado al norte por el municipio de Vila Nova da Barquinha, al este por Constância y por Abrantes, al sureste por Ponte de Sor, al sur por Coruche, al oeste por Almeirim, Alpiarça y Santarém y al noroeste por Golegã.

### Freguesias
Las freguesias de Chamusca son las siguientes:
- Carregueira
- Chamusca e Pinheiro Grande
- Parreira e Chouto
- Ulme
- Vale de Cavalos

### Clima
El clima es de tendencia mediterráneo-atlántico, dada la proximidad del océano Atlántico y del mar Mediterráneo por las influencias que producen, y también por la ausencia casi total de relieve en la parte de Lezíria donde sus llanuras son extensas. Al sur del condado, en la parte del páramo existen algunos picos poco elevados. Durante el año hay poca lluvia, con la ocurrencia de veranos calurosos y secos e inviernos suaves. Excepto por los ciclos atípicos que suelen ocurrir debido al cambio climático global. 

### Vegetación
La vegetación siempre es dependiente del relieve y el clima, entre otros factores, por lo que, según las zonas climáticas que prevalecen en Portugal, podemos identificar en la vasta región que el condado de Chamusca abarca, dos zonas distintas:
- Zona forestal: la parte del "páramo", determina el paso con el paisaje del Alentejo. Hay alrededor de 68.200 ha, que representa el 92% del área total del municipio, siendo la silvicultura la práctica dominante. Con un gran potencial agro-forestal, la parte sur del municipio se compone principalmente de árboles de hoja perenne o persistente, siendo las especies más características, el alcornoque (Quercus suber) el pino piñonero (Pinus pinea) la encina (Quercus rotundifolia) el Laurel (Laurus nobilis) el olivo (Olea europea) y el eucalipto (Eucalyptus sp.) Anteriormente, muchos de estos árboles fueron utilizados por su madera, en la construcción de ruedas de vagones y carros de bueyes. Las hojas y la corteza, a su vez, tienen propiedades medicinales, y sus frutos son un alimento importante para los cerdos. Atravesando las colinas y valles en pleno páramo Ribatejo, todavía podemos encontrar el cultivo del arroz, cebada, trigo; viñedos, olivares, huertos de frutas secas también son frecuentes en estas tierras del interior del municipio.

- Lezíria do Medio Tejo: las fértiles tierras de Lezíria do Tejo, tienen en la margen izquierda del río, cubierto el condado de Chamusca. En éstas están representadas las clásicas subdivisiones de carácter ecológico que caracterizan estos territorios. El "campo", que se extiende a lo largo de la orilla del río, ocupa 5273 ha, aproximadamente el 7% de la superficie del municipio, y concentra la gran mayoría de la producción agrícola, sobre todo proveniente de los cultivos de regadío. El área de "transición" solo ocupa 800 ha (1%) y se centra en un pequeño punto en la zona sur del campo. En cuanto a la forma de uso del suelo y de acuerdo a la RGA (1989), había 2895 granjas con 39.659 ha, de las cuales 13 034 corresponden a la superficie agrícola utilizada (SAU) donde la tierra cultivable y los cultivos y pastos permanentes eran predominantes, y alrededor de 26 500 corresponden a la superficie ocupada por bosques y selvas sin cultivos. En cuanto a la distribución de la SAU, 2947 ha fueron ocupadas por cultivos permanentes donde los campos de olivos, viñedos, huertos de durazno y cítricos ocuparon, en orden descendente, la mayor superficie sembrada, mientras que los cultivos temporales afectaron 4020 ha donde la producción de maíz, tomate, melón, trigo y avena eran los productos dominantes. En la crianza de ganado había alrededor de 20 000 animales, donde las ovejas eran predominantes en casi el 60% de esa cantidad. En la estructura del PAB agrícola del condado de Chamusca, la producción agrícola contribuyó con alrededor del 59%, los cultivos con el 35% y el producto de origen animal con un 6%.

## Servicios

### Educación
En el municipio de Chamusca se administra actualmente la educación desde el preescolar hasta la escuela secundaria (incluyendo el año 12). Siendo que esta área está asistida por varias valencias que se describen a continuación.

### Equipamientos
- 1 Escuela Secundaria EB2,3/S de Chamusca
- 9 Escuelas de 1.º Ciclo do Enseñanza Básica del municipio de Chamusca
- 9 Jardines de Infancia del municipio de Chamusca
- 1 Escuela para Recurrentes
- 1 Escuela de Adultos
- 1 Espacio de Internet
- 1 Biblioteca Pública Municipal
- 1 Biblioteca Escolar
- 1 Centro de Inclusión Social
- 1 Centro de Recursos Culturales y Educativos
- 1 Centro de Apoyo Educativo
- 1 Gimno Deportivo EB2,3/S de Chamusca
- 1 Piscina Pública Municipal
- 1 ECAE - Centro de Acompañamiento
- Una guardería y jardín de infantes y ATL El Conejo
- Soporte para 10 salas de comidas

### Sanidad
En lo que respecta a los servicios en el área de la salud, el municipio de Chamusca es servido por un centro de salud con SAP y ocho extensiones del centro de salud en las diversas freguesias. Dispone también de ocho farmacias y dos Puestos de Medicamentos distribuidos por el condado.

### Seguridad ciudadana
En cuanto a la Seguridad y Protección Civil, Social y de Salud Pública, Chamusca tiene a su disposición un cuerpo de Bomberos Voluntarios, un Puesto Territorial de la Guardia Nacional, un Departamento Municipal de Protección Civil, una oficina Técnica Forestal y una tienda para la Solidaridad y Seguridad Social.

## Demografía
| Gráfica de evolución demográfica de Chamusca entre 1801 y 2021 |
|                                                                |
| Datos según el nomenclátor publicado por el INE portugués.     |